# Quercitrina
Quercitrina con fórmula química C21H20O11, es un glucósido formado a partir de la flavonoide quercetina y el desoxiazúcar ramnosa.
El químico austríaco Heinrich Hlasiwetz (1825-1875) es recordado por su análisis químico de la quercitrina.

## Producción natural
Quercitrina es un constituyente del colorante quercitron. Se puede encontrar en Fagopyrum tataricum) y en las especies de robles, como el roble norteamericano blanco ( Quercus alba ) y el roble rojo europeo ( Quercus robur ). También se encuentra en Nymphaea odorata or Taxillus kaempferi.

## Metabolismo
La enzima quercitrinasa cataliza la reacción química entre quercitrina y H2O para producir L-ramnosa y quercetina. 